# Gorj
Gorj är ett län (județ) i sydvästra Rumänien med 361 467 invånare (2018). Det har 2 municipii, 6 städer och 62 kommuner. Redidensstad är Târgu Jiu.

## Municipii
- Târgu Jiu
- Motru

## Städer
- Rovinari
- Bumbești-Jiu
- Târgu Cărbunești
- Turceni
- Tismana
- Novaci
- Țicleni

## Kommuner
| - Albeni - Alimpești - Aninoasa - Arcani - Baia de Fier - Bălănești - Bălești - Bărbătești - Bengești | - Berlești - Bâlteni - Bolboși - Borăscu - Brănești - Bumbești-Pițic - Bustuchin - Câlnic - Căpreni | - Cătunele - Ciuperceni - Crasna - Crușeț - Dănciulești - Dănești - Drăgotești - Drăguțești - Fărcășești | - Glogova - Godinești - Hurezani - Ionești - Jupânești - Lelești - Licurici - Logrești - Mătăsari | - Mușetești - Negomir - Padeș - Peștișani - Plopșoru - Polovragi - Prigoria - Roșia de Amaradia - Runcu | - Săcelu - Samarinești - Săulești - Schela - Scoarța - Slivilești - Stănești - Stejari - Stoina | - Țânțăreni - Telești - Turburea - Turcinești - Urdari - Văgiulești - Vladimir |